# Phyllocarpus
Genre
Phyllocarpus est un genre de plantes à fleurs dicotylédones de la famille des Fabaceae, sous-famille des Caesalpinioideae, originaire d'Amérique centrale et d'Amérique du Sud, qui comprend deux espèces acceptées.
Certains auteurs considèrent ce genre comme synonyme du genre monotypique, Barnebydendron.

## Liste d'espèces
Selon The Plant List (25 novembre 2018) :
- Phyllocarpus riedelii Tul.
- Phyllocarpus septentrionalis Donn.Sm.